# Ciclo estral
El ciclo estral, ciclo reproductivo o ciclo del celo (derivado del latín celo 'frenesí', originalmente del griego οἶστρος oîstros 'tábano, deseo malsano', heb. קנא 'ardió de amor, celos, envidia') es el conjunto de acontecimientos fisiológicos recurrentes que son inducidos por las hormonas reproductivas en la mayoría de las hembras mamíferas terias. Los ciclos de estrales comienzan después de la madurez sexual en las hembras y son interrumpidos por fases anestroides o por embarazos. Típicamente, los ciclos estrales continúan hasta la muerte. Algunos animales pueden presentar secreción vaginal con sangre, a menudo confundida con la menstruación.
El ciclo estral es el conjunto de acontecimientos fisiológicos que se producen en el ovario, a intervalos de tiempo no cíclicos, como consecuencia de las variaciones en los niveles hormonales y que regula la receptividad femenina. A diferencia del ciclo menstrual que presentan los humanos el ciclo estral se presenta por estaciones y no por períodos cíclicos de tiempo o depende de las características como la temperatura, condiciones alimenticias o la presencia de olores de machos etc. [cita requerida] Además, no se produce el desprendimiento del endometrio sino que este es reabsorbido.

## Características
Lo más característico de este tipo de ciclo, es la manifestación de receptividad sexual en las hembras asociada al periodo de estro.[cita requerida]
El ciclo estral se define como el período comprendido entre dos fases de receptividad o como el intervalo entre dos ovulaciones. [cita requerida] Se considera el día 0 como el día en que aparece el estro. La duración del ciclo estral depende de cada especie. La ovulación es un proceso espontáneo y predecible, porque el estro conductual coincide con la descarga preovulatoria del pico de LH que induce la ovulación. [cita requerida] La hembra acepta al macho exclusivamente en este periodo, pues está relacionado con las variaciones en la concentración sanguínea de las hormonas estrógeno y progesterona.

## Fases
El ciclo estral se divide en cuatro fases:
1. Proestro: periodo de crecimiento folicular que se inicia con la regresión del cuerpo lúteo y culmina con la aparición del estro. (hormona relacionada: FSH)
2. Estro: periodo de receptividad sexual, al final del cual se produce la ovulación (hormona relacionada: LH)
3. Metaestro: periodo de desarrollo inicial del cuerpo lúteo que comienza al final del estro. (hormona relacionada: progesterona)
4. Diestro: período de actividad del cuerpo lúteo maduro que comienza después de la ovulación y finaliza con la lúteolisis. (Hormonas relacionadas: progesterona y estrógeno)

Antes se tomaba al anestro como una fase de este ciclo, pero ya no debido a que anestro hace referencia a la falta de celo o estro. [cita requerida]

## Mecanismo hormonal del ciclo estral
En el caso de la cabra, al acortarse los días en otoño aumenta la concentración de melatonina y a determinado nivel esta es capaz de activar la hormona liberadora de gonadotropinas abreviada GnRH. La GnRH estimula la hipófisis hacia la secreción de hormona folículo estimulante (FSH; hormona que estimula la formación del folículo de Graaf) e inicia el ciclo del celo (Proestro). Cuando el folículo de Graaf madura comienza a secretar estrógenos y estos estimulan la síntesis de GnRH, que en la hipófisis estimula la síntesis de la hormona luteinizante (abreviada LH). Esta hormona genera la ruptura del folículo y permite la formación del cuerpo lúteo indicando la finalización del ciclo estral. En el caso de que no ocurra preñez, las paredes del útero secretan PGF2α, la cual provoca una intensa vasoconstricción que determina la luteólisis (cesando la producción de progesterona, la cual estaba bloqueando la secreción de FSH). En caso de que si haya preñez no se produce la secreción de PGF2α persistiendo la secreción de progesterona, la que inhibe la secreción de FSH, lo que explica la ausencia de celo.[cita requerida]

## Periodicidad
También existen cierta periodicidad en los ciclos y factores que lo regulan como lo son monoéstrica y poliéstrica.

### Monoéstricas
Son aquellas que presentan una fase de anestro prolongada, como es el caso de la perra en la cual el ciclo aparece entre 1 y 3 veces en el año dependiendo de la raza, el tamaño, la edad y las condiciones de salud del animal. El intervalo entre dos ciclos estrales tiene una duración de 4-11 meses por lo que pasan gran parte del año en reposo sexual

### Poliéstricas
Presentan ciclos consecutivos.
- Poliéstricas continuas: (vaca, cerda y cuy), aparecen ciclos estrales durante todo el año, interrumpiéndose solo en la preñez. [cita requerida]
- Poliéstricas estacionales: (yegua, oveja, gata y cabra) ciclos solo en una estación determinada del año. [cita requerida]

## Factores
Los factores de los que va a depender los ciclos serán fundamentalmente:
1. Fotoperíodo: varía en las especies poliéstricas estacionales, de forma que se responde positivamente o bien al aumento de horas-luz  o a la disminución de esta. En este punto los animales se pueden clasificar como reproductores de día largo (como aves y roedores) y reproductores de día corto ( como cabras y ovejas) en función de cuándo son fértiles en relación con la duración del día. Los primeros se reproducen durante la primavera, mientras que los segundos lo hacen durante el otoño y principios de invierno.[4] El efecto se debe a la inducción de un estímulo nervioso originado al aumentar o disminuir las horas de luz. En mamíferos, ante la presencia de luz se genera un estímulo en la retina que es transmitido por el SNC a la glándula pineal; esta transforma el estímulo neural en respuesta endocrina, inhibiendo la secreción de melatonina por la luz. En animales reproductores de día largo, esta señal influye sobre la secreción de GnRH por el hipotálamo, lo que indica un inicio de la actividad gonadal. Además, los sustratos neurogliales responden a la hormona 3,5,3′-triyodotironina (T3) que actúa en la transducción de la señal del fotoperiodo. Durante los días largos de verano, la hormona tiroxina (T4) se convierte por acción de la yodotironina desiodinasa de tipo 2 (DIO2) en T3 conduciendo a vías anabólicas encargadas de mantener la competencia reproductiva. Sin embargo durante el invierno se produce una disminución de T3 mediada por la acción de la yodotironina desiodinasa de tipo 3 (DIO3) inhibiendo la reproducibilidad durante esta estación[5].En el caso de los animales reproductores de día corto, como la cabra, DIO2 y en consecuencia T3 disminuyen ante la presencia de luz, indicando la reproducción durante el otoño y comienzos de invierno.
2. Lactación: inhibe en muchas especies la actividad funcional del ovario, debido a que la succión estimula la síntesis de prolactina, la cual inhibe la de secreción de gonadotropinas al inhibir la acción hipotalámica de la GnRH. Este fenómeno recibe el nombre de anestro lactacional. [cita requerida]
3. Presencia del macho: estimula la aparición de los ciclos reproductores como consecuencia de las feromonas sexuales producidas por las glándulas sebáceas, tracto reproductor o tracto urinario de los machos. [cita requerida]